# جعفر چاغاتای
جعفر چاغاتای (انگلیسی: Cafer Çağatay؛ ۱۸۹۹ – ۲۴ آوریل ۱۹۹۱) بازیکن فوتبال اهل امپراتوری عثمانی بود.
از باشگاه‌هایی که در آن بازی کرده‌است می‌توان به باشگاه فوتبال فنرباغچه اشاره کرد.
وی همچنین در تیم ملی فوتبال ترکیه بازی کرده‌است.